# 孫紹 (北魏)
孙绍（465年—533年），字世庆，昌黎（郡治今辽宁义县）人，北魏政治人物。
孙绍通经史。初为校书郎，升为给事中，后为门下录事，好言朝政得失，为人所知。与太常博士常景等共修律令。魏宣武帝时官至济阴郡太守。魏孝明帝正光初年，兼中书侍郎，出使高句丽、吐谷浑。担任徐兖和籴使，还朝，陈奏军国利害。性情抗直，每议朝政，言事不怕犯逆。但是言多空疏，被人轻视。官至右将军、太中大夫。魏孝庄帝永安年间，拜太府卿。以前参议《正光壬子历》，赐爵新昌子。魏孝武帝太昌元年（532年），位至左卫将军、右光禄大夫。永熙二年去世，时年六十九岁。赠都督冀瀛沧三州诸军事、骠骑大将军、尚书左仆射、冀州刺史，谥宣。曾著有《释典论》。善推禄命，事验甚多。